# Bahía Wilson
Die Bahía Wilson ist eine Nebenbucht der Flandernbucht an der Danco-Küste des Grahamlands auf der Antarktischen Halbinsel. Sie liegt nördlich der Bahía Pelletan, von der sie der Pelletan Point trennt. Der Sayce-Gletscher mündet in sie hinein.
Ihr Name erscheint erstmals auf einer chilenischen Karte aus dem Jahr 1962. Der Benennungshintergrund ist nicht überliefert.